# Сусана Досамантес
Сусана Досамантес (на испански: Susana Dosamantes) е мексиканска актриса.

## Биография
Сусана Досамантес е родена на 9 януари 1948 г. в Гуадалахара. Дебютира в киното през 1968 г. във филма Remolino de pasiones. През 1974 г. участва в мексиканския трилър Más negro que la noche, където си партнира с Клаудия Ислас, Елена Рохо и Лусия Мендес. По-късно започва да работи в театъра, а след това и в телевизията, където взема участие в редица теленовели. Омъжва се за испанския адвокат Енрике Рубио Гонсалес, с когото, години по-късно, се развеждат, и с когото имат две деца – актрисата и певица Паулина Рубио и Енрике Рубио.

## Филмография

### Теленовели
- Ако ни оставят (2021) – Ева вдовица де Монтиел
- Полетът към победата (2017) – Глория вдовица де Сантибаниес и Калсада
- Трите лица на Ана (2016-2017) – Ернестина Харамийо Креспо вдовица де Риваденейра
- Corazón apasionado (2012) – Урсула Виякастин вдовица де Кампос-Миранда
- Ева Луна (2010-2011) – Марсела Кастро де Арисменди
- Клетва за отмъщение (2008) – Луиса Вега де Роблес-Конде
- Marina (2006-2007) – Алберта Моралес вдовица де Аларкон
- Любовта няма цена (2005-2006) – Лукресия Севайос вдовица де Монте и Вайе
- Rebeca (2003) – Матилде Линарес
- Любима неприятелка (1997) – Рехина Проал де Кихано
- Morir para vivir (1989) – Росаура Гусман де Итуралде
- Амалия Батиста (1983-1984) – Амалия Батиста
- Infamia (1981-1982) – Лидия Сантана
- Aprendiendo a amar (1980-1981) – Тереса Ибаниес Роблес
- Диво сърце (1977-1978) – Ейми Молнар де Д'Аутремонт
- Непростимо (1975) – Анхела Фонсека Флорес де Видал
- Шофьорът (1974-1975) – Пилар
- Ana del aire (1974) – Норма
- Хиената (1973) – Даянара
- El carruaje (1972) – Консепсион
- El edificio de enfrente (1972) – Селия
- Las gemelas (1972)
- Италианско момиче идва да се омъжи (1971-1973)

### Кино
- El arribo de Conrado Sierra (2016)
- Comando marino (1990)
- El estrangulador de la rosa (1990) – Паола Луна
- La ley de la mafia (1990) – Динора
- Keiko en peligro (1989)
- Escuadrón (1987) – Роксана
- El placer de la venganza (1986)
- Asesino a sueldo (1984)
- El sexo de los ricos (1984)
- Jugando con la muerte (1982) – Лаура
- Abierto día y noche (1981)
- ¡Qué verde era mi duque! (1980) – Пилар
- Day of the Assassin (1979) – Принцесата
- Los temibles (1977)
- El andariego (1976)
- El hombre (1975)
- Más negro que la noche (1975) – Аурора
- A home of Our Own (1975) – Магдалена
- Aventuras de un caballo blanco y un niño (1974)
- Kalimán vs. El Siniestro Mundo de Humanón (1974)
- Hermanos de sangre (1972)
- El imponente (1972)
- Jalisco nunca pierde (1972)
- La yegua colorada (1972)
- Duelo al atardecer (1971)
- El juego de la guitarra (1971)
- Río Lobo (1970) – Мария Кармен
- Confesiones de una adolescente (1969)
- Flor de durazno (1969)
- Matrimonio y sexo (1969)
- Siete Evas para un Adán (1969) – Бети
- Remolino de pasiones (1968)
- Los recuerdos del porvenir (1968)

## Награди и номинации
Награди TVyNovelas
| Година | Категория                            | Теленовела       | Резултат |
| ------ | ------------------------------------ | ---------------- | -------- |
| 1990   | Най-добра актриса в отрицателан роля | Morir para vivir | Печели   |